# Mohammed Fairouz

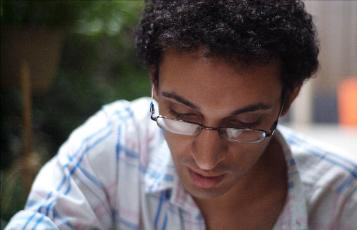
Mohammed Fairouz

Mohammed Fairouz (geboren am 1. November 1985) ist ein US-amerikanischer Komponist.
Er gehört zu den am häufigsten aufgeführten Komponisten seiner Generation und wurde von Daniel J. Wakin von The New York Times als „wichtige neue künstlerische Stimme“ (original: „important new artistic voice“) bezeichnet. Seine Musik wurde unter anderem in der Carnegie Hall, der Bostoner Symphony Hall, dem Kennedy Centre und international in den Vereinigten Staaten, Europa, dem Nahen Osten und Australien aufgeführt. Im Jahr 2008 wurde Fairouz von der Botschaft der Vereinigten Arabischen Emirate in Washington DC mit einer nationalen Auszeichnung für herausragende künstlerische und wissenschaftliche Leistungen geehrt.
Fairouz lebt in New York City.